# Odwzorowanie stożkowe
Odwzorowanie stożkowe – odwzorowanie kartograficzne, w którym kula ziemska (lub elipsoida) jest rzutowana na powierzchnię boczną stożka, a następnie rozwijana na płaszczyznę.
Stożek styka się z powierzchnią kuli lub elipsoidy, albo ją przecina. Najczęściej stosuje się odwzorowanie kuli lub elipsoidy na stożek, którego oś obrotu pokrywa się z osią obrotu kuli ziemskiej. Nazywa się to położeniem normalnym. Rzutowanie może odbywać się ze środka kuli lub elipsoidy albo też może być realizowane inaczej. 
Przy rzutowaniu ze środka Ziemi najmniejsze deformacje uzyskuje się w okolicach równoleżnika który przylega do stożka, przy czym deformacje ściskają mapę w kierunku bieguna leżącego pod wierzchołkiem stożka, natomiast rozciągają w kierunku przeciwnego bieguna.
Okolice przeciwnego bieguna w ogóle nie pojawią się na mapie (jednak, jako że projekcji tej nie wykonujemy fizycznie, można za pomocą odpowiednich wzorów matematycznych również i te obszary umieścić na mapie). Uzyskana płaszczyzna jest następnie odpowiednio rozciągana.
Oddalając wierzchołek od kuli ziemskiej, a tym samym zbliżając równoleżnik styku do równika, zbliża się do odwzorowania walcowego (które odpowiada nieskończenie odległemu wierzchołkowi).